# Коксу-Текелийский рудный район
Коксу-Текелийский рудный район — группа рудных месторождений, расположенных на востоке Алматинской области, в Жетысуском металлогеническом регионе. Этот район сформировался в период каледонской и герцинской складчатостей. Геологическое развитие непостоянное, место пересечения регионов с различными тектоническими движениями. Песчанники, смешанные с карбонатными породами нижнего палеозоя, и слои плиточных камней расположены внутри Текелийской и Суыктобинской свит. Горные породы, относящиеся к каледонскому комплексу, подвергшись сильной мета морфизации, образовали сложные слои. Рудные тела однотипны со структурой рудной площади. Основные рудные месторождения района: Текели, Коксу, Усек и др. Руда состоит в основном из свинцово-карбонатных и кварц-тремолитных комплексов, встречаются также скарновые и кварц-карбонатные разновидности.